# Oakland (Carolina del Sud)
Oakland és una concentració de població designada pel cens dels Estats Units a l'estat de Carolina del Sud. Segons el cens del 2000 tenia 1.272 habitants.

## Demografia
Segons el cens del 2000, Oakland tenia 1.272 habitants, 513 habitatges i 372 famílies. La densitat de població era de 722,2 habitants/km².
Dels 513 habitatges en un 32,9% hi vivien nens de menys de 18 anys, en un 50,3% hi vivien parelles casades, en un 19,1% dones solteres, i en un 27,3% no eren unitats familiars. En el 23% dels habitatges hi vivien persones soles el 9,2% de les quals corresponia a persones de 65 anys o més que vivien soles. El nombre mitjà de persones vivint en cada habitatge era de 2,48 i el nombre mitjà de persones que vivien en cada família era de 2,89.
Per edats la població es repartia de la següent manera: un 26,2% tenia menys de 18 anys, un 9,8% entre 18 i 24, un 25,2% entre 25 i 44, un 23,8% de 45 a 60 i un 15% 65 anys o més.
L'edat mediana era de 37 anys. Per cada 100 dones de 18 o més anys hi havia 83 homes.
La renda mediana per habitatge era de 43.889 $ i la renda mediana per família de 46.806 $. Els homes tenien una renda mediana de 28.750 $ mentre que les dones 20.764 $. La renda per capita de la població era de 21.272 $. Entorn del 2,8% de les famílies i el 6,6% de la població estaven per davall del llindar de pobresa.

## Poblacions més properes
El següent diagrama mostra les poblacions més properes.